# Burg Bloßenstaufen
Die Burg Bloßenstaufen, auch Alten-Stauffen und Alter Turm genannt, ist der Rest einer Höhenburg auf 545 m ü. NN an einer Hangstraße nach Altenberg zwischen dem Hof Alter Thurm und dem Ortsteil Staufen der Gemeinde Syrgenstein im schwäbischen Landkreis Dillingen an der Donau in Bayern.

## Geschichte
Die Burg wurde im 12. Jahrhundert an strategisch wichtiger Stelle von den Ortsadligen Herren von Bloßenstaufen, die seit 1171 gesichert sind, als Stammsitz erbaut. 1387 veräußerten die Burgherren ihren Besitz an die Herzöge von Bayern. 1420 ließ Hans von Westernach, einer der zwischenzeitlichen Pfandinhaber, für 300 Gulden Umbauten vornehmen und 1449 richteten die bayerischen Herzöge ein Pflegamt ein.
1462 wurde die Burg durch Markgraf Albrecht Achilles von Brandenburg niedergebrannt und 1504 im bayerischen Erbfolgekrieg durch kaiserliche Truppen endgültig zerstört. 1536 erwarb Melchior Visel, der Hofmarksherr von Staufen und Bürgermeister von Lauingen, von dem Neuburger Herzog Ottheinrich und seinem Bruder Philipp die Reste der Burg und erbaute 1538 mit den Steinen das Schloss Staufen in Staufen.
1794 kaufte der Freiherr Marquard von Hornstein den Burgrest „Alten-Stauffen“, der seit 1560 als „ain verfallen alts Haus“ bezeichnet wurde, und errichtete an der Stelle des ehemaligen Wirtschaftshofes eine Schweizerei mit Wohnhaus, woraus der heutige Einödhof entstand. 1808 wurden die Reste der Burg abgebrochen und die restlichen Quadersteine für die Widerlager der Dillinger Donaubrücke verwendet.

## Beschreibung
Von der ehemaligen 30 mal 40 Meter großen Burganlage ist heute noch der sechs Meter hohe Stumpf des außen quadratischen und innen runden Bergfrieds mit drei Meter starken Mauern, der 1806 noch eine Höhe von 14 Metern hatte, erhalten. Vermutlich war die unten am Zwergbach liegende Viehmühle die frühere Burgmühle.